# Arisaema ilanense
Arisaema ilanense är en kallaväxtart som beskrevs av Jenn Che Wang. Arisaema ilanense ingår i släktet Arisaema och familjen kallaväxter. Inga underarter finns listade.